# Dolichopus dolosus
Dolichopus dolosus är en tvåvingeart som beskrevs av Octave Parent 1934. Dolichopus dolosus ingår i släktet Dolichopus och familjen styltflugor.
Artens utbredningsområde är Wisconsin. Inga underarter finns listade i Catalogue of Life.